# Erateina semilugens
Erateina semilugens är en fjärilsart som beskrevs av W. Warren 1907. Erateina semilugens ingår i släktet Erateina och familjen mätare. Inga underarter finns listade i Catalogue of Life.